# Svarttjärnen (Borgvattnets socken, Jämtland, 703221-149121)
Svarttjärnen är en sjö i Ragunda kommun i Jämtland och ingår i Indalsälvens huvudavrinningsområde.